# بونتا سوگاوارا
بونتا سوگاوارا (انگلیسی: Bunta Sugawara؛ ۱۶ اوت ۱۹۳۳ –  ۲۸ نوامبر ۲۰۱۴) هنرپیشه و صداپیشه اهل ژاپن بود. وی بین سال‌های ۱۹۵۶ تا ۲۰۱۲ میلادی فعالیت می‌کرد.
از فیلم‌هایی که وی در آن نقش داشته است، می‌توان به شهر اشباح، حکایت دریای زمین، فرزندان گرگ، جنگ بزرگ یوکای، تکن، باتری، سریال تاکدا شینگن (در نقش ایتاگاکی نوبوکاتا) اشاره کرد.